# 美女と盗賊
『美女と盗賊』（びじょととうぞく）は、1952年に公開された木村恵吾監督の日本映画。

## スタッフ
以下のスタッフ名等はKINENOTEに従った。
- 監督 - 木村恵吾
- 脚本 - 八木隆一郎、木村恵吾
- 企画 - 加賀四郎
- 原作 - 芥川龍之介 小説『偸盗』
- 撮影 - 山崎安一郎
- 美術 - 柴田篤二
- 音楽 - 早坂文雄

## キャスト
- 森雅之 - 黒木の太郎 [2]
- 三國連太郎 - 黒木の次郎 [2]
- 京マチ子 - 沙金 [2]
- 菅井一郎 - 猪熊のお爺 [2]
- 北林谷栄 - 猪熊のお婆 [2]
- 杉山道子 - 阿漕 [2]
- 東野英治郎 - 真木島の十郎太 [2]
- 加東大介 - お戸の阿藤太 [2]
- 千秋実 - 武市の多加丸 [2]
- 伊藤雄之助 - 交野の道八 [2]
- 志村喬 - 金峯中納言良道 [2]
- 潮万太郎 - 福原の赤人 [2]
- 望月優子 - 小虎 [2]
- 竹里光子 - 千品 [2]
- 由利恵子 - 小萩 [2]
- 山田禅二[1]
- 宮崎準[1]
- 河原侃二[1]
- 本間文子[1]
- 左卜全[1]